# TERRIERS
TERRIERS (Topographic Experiment using Radiative Recombinative Ionospheric Euv and Radio Sources) ou Explorer 76 ou STEDI-1, est un petit satellite scientifique du programme Explorer de la NASA lancé en 1999 et destiné à l'étude l'ionosphère. Le satellite est un des trois projets développés dans le cadre du programme StudenT Explorer Demonstration Initiative (STEDI) financé par la NASA. Le satellite qui emporte trois instruments permettant de mesurer les ondes radio, la lumière visible et l'ultraviolet. Immédiatement après son lancement, le satellite est victime d'une défaillance de son système de contrôle d'attitude qui ne peut être réparée et met un terme à la mission sans produire de résultats scientifiques.

## Contexte
TERRIERS est la 76e mission du programme Explorer de la NASA dédié aux investigations scientifiques de l'environnement spatial de la Terre. TERRIERS  est un des trois projets de satellite développé dans le cadre du programme de satellite universitaire (STEDI)  dont l'objectif est de mettre à portée des étudiants le développement de satellites avec des moyens imités dans le cadre du programme « faster, better, and cheaper » (plus vite, mieux et moins cher) promu par l'administrateur de la NASA, Daniel Goldin. Le programme est financé par la NASA et géré par l'association de recherche spatiale universitaire (Universities Space Research Association USRA). Le projet conçu par l'université de Boston est sélectionné en 1994 parmi 66 propositions pour faire partie des 6 satellites présélectionnés et reçoit 160 000 dollars américains. En 1995, l'université de Boston reçoit 4,1 millions de dollars pour construire, lancer et opérer le satellite. L'équipe chargée du projet comprend une soixantaine d'étudiants diplômés ou non.

## Objectifs
L'ionosphère terrestre est la partie de la haute atmosphère qui s'étend de 50 à plus de 1 000 km d'altitude dans laquelle les gaz résiduels bloque la partie la plus énergétique du rayonnement du Soleil - rayonnement ultraviolet et rayonnement X - et subit une ionisation dans ce processus. Cette région de l'espace est assez mal connue alors qu'elle joue un rôle important dans la propagation des ondes émis par les satellites de télécommunications. Par ailleurs les missions habitées se déroulent dans cette zone. Les conditions régnant de cette région est soumise à l'activité solaire qui interagit avec le champ magnétique terrestre. TERRIERS doit contribuer à améliorer notre compréhension de cette région de l'espace en fournissant la première image tridimensionnelles de l'ionosphère grâce aux techniques de tomographie.   

## Caractéristiques techniques
Le satellite d'une masse totale de 125 kg est stabilisé par rotation. Il comprend un panneau solaire fixe qui fournit 31 watts. Les télécommunications se font en bande S et permettent de transmettre 20 mégaoctets par jour. La plate-forme utilisée est basée sur celle du satellite scientifique HETE.

## Instrumentation scientifique
Le satellite emporte trois instruments scientifiques ainsi qu'un répondeur radio :
- Le spectromètre ultraviolet du rayonnement solaire GISSMO (Gas Ionization Solar Spectral MOnitor) est chargé de surveiller les émissions solaires dans l'ultraviolet sur les longueurs d'onde comprises entre 7 to 40 nm.
- Les spectrographes imageurs unidimensionnels Tomographic Euv SpectrographS (TESS) sont conçus pour fournir une image unidimensionnelle avec une résolution spectrale et spatiale élevée.
- Un photomètre mesure la lumière visible produite par les réactions chimiques produites dans la haute atmosphère.

## Déroulement de la mission
TERRIERS est lancé le 18 mai 1999 par un lanceur Pegasus depuis la base de lancement de Vandenberg qui le place sur une orbite héliosynchrone. Les trois premiers contacts entre le satellite et la station terrienne permettent d'établir que le système de contrôle d'attitude du satellite est défaillant et que celui-ci ne pointe pas son panneau solaire vers le Soleil. Par la suite les tentatives de reprises de contact se soldent par des échecs.